# L'Île Panorama (manga)
L'Île Panorama (パノラマ島綺譚, Panorama Tōkitan) est un seinen manga de type ero guro de Suehiro Maruo prépublié dans le Monthly Comic Beam et publié en 2008 par Enterbrain. L'édition française a été publiée par Casterman dans la collection Sakka en avril 2010.
Il est adapté du roman du même nom de Ranpo Edogawa publié en 1926.

## Publication
| no | Japonais        | Japonais          | Français       | Français          |
| no | Date de sortie  | ISBN              | Date de sortie | ISBN              |
| -- | --------------- | ----------------- | -------------- | ----------------- |
| 1  | 25 février 2008 | 978-4-7577-3969-7 | 21 avril 2010  | 978-2-203-02886-9 |

## Récompenses
Le manga remporte le prix culturel Osamu Tezuka en 2009 dans la catégorie « Nouveauté » et le grand prix de l'Imaginaire en 2011 dans la catégorie « Manga ».

### Édition japonaise
Enterbrain
1. 1 2  (ja) « Tome 1 ».

### Édition française
Casterman
1. 1 2  (fr) « Tome 1 ».